# Nikola Kljusev
Nikola Kljusev (en macédonien : Никола Кљусев), né le 2 octobre 1927 à Štip (royaume de Yougoslavie) et mort le 16 janvier 2008 à Skopje (Macédoine), est un académicien, économiste et homme d'État macédonien. Il est le premier président du gouvernement de la république de Macédoine du 27 janvier 1991 jusqu'au 17 août 1992, après l'indépendance du pays en 1991.

## Source
- (en) Nécrologie "From the Associated Press: Nikola Kljusev obituary", Associated Press, 18 janvier 2008.